# 殿村政明
殿村 政明（とのむら まさあき、1968年7月14日 - ）は、日本の実業家。コミュニケーションプロデューサー。株式会社ヒューマンコメディックス代表取締役、笑伝塾・塾長。笑いのコミュニケーション協会会長。

## 人物・略歴
元･お笑い芸人の経験を活かし、円滑なコミュニケーションを行うため「笑いのスキル」を身につける研修やセミナーを開催、個人塾「笑伝塾」を主催する。
兵庫県明石市出身。19歳の時にオール阪神・巨人に弟子入り。その後、吉本総合芸能学院（NSC）大阪校11期生に入学し、卒業後に松本敏幸と共にお笑いコンビ「一級河川大和川」を結成した。その後500組中5組に選抜され、ダウンタウンがデビューした「心斎橋筋2丁目劇場」で5週勝ち抜き、吉本興業の所属タレントとなる。同期にはケンドーコバヤシ、中川家、たむらけんじ、陣内智則などがいる。
1997年に引退し、ハウスメーカーの営業マンに。笑いを交えたトークを武器に社内営業成績トップに。その後、独立しいくつかの会社を経営。2007年に会社経営の傍ら、10年にわたり「笑い」のメカニズムを科学的に研究し、一般人が習得できる教育プログラムを開発。コミュニケーションスキルアップを目的とする研修会社株式会社ヒューマンコメディックス設立 。法人向け研修事業を開始。その後、『笑伝塾』を開校。心理学に基づき笑いを盛り込んだ研修スタイルは、人間関係構築に効果があると、企業、自治体、教育機関など多くの業種からの依頼で全国で講演・研修を実施。参加者は1万人を超えた。NHK『めざせ!会社の星』講師として出演し、年間ベスト企画に選出される。個人参加塾・卒業生は約2000人（2022年現在）。講演人数は10万人。企業研修対象は560社。
殿村は、コミュニケーションを円滑にするための最上級の「潤滑油」であると発言している。趣味はゴルフ、釣り。

## 経歴
- 1968年 - 兵庫県明石市に生まれる。
- 1987年 - 19歳でオール阪神巨人に弟子入り。その後、吉本総合芸能学院「NSC11期生」に入学。500組中5組に選抜され、ダウンタウンがデビューした「心斎橋2丁目劇場」で5週勝ち抜き、吉本興業の所属タレントに。
- 1997年 - コンビ解散後、ハウスメーカーの営業員に。笑いを交えたトークを武器に全社で営業トップに上り詰める。その後、起業し、笑いを取り入れた営業や社員教育などを行う。
- 2007年 - 会社経営の傍ら、曲折を経ながらも10年の年月をかけて「笑いのスキル」と「人間哲学」を研究し、一般人が習得できる教育プログラムを開発。コミュニケーションスキルアップを目的とする研修会社 株式会社ヒューマンコメディックスを設立。法人向け研修事業開始。
- 2009年 - 笑いのコミュニケーションセミナー参加者が1万人を超える。企業研修以外に、個人参加型コミュニケーショントレーニング塾「笑伝塾」を三軒茶屋に開校。
- 2012年 - 企業、自治体、教育機関などの依頼で、全国で講演・研修を実施。「笑いのコミュニケーション」講演、研修、『笑伝塾』の参加者は毎年1万人超。また、NHK『めざせ!会社の星』講師として出演し、2012年のベスト企画に選出。
- 2015年 - 拠点を三軒茶屋から鎌倉に移転。現在に至る。

## 著書
- 『10人中10人に好かれようとする人は嫌われる』（大和出版）
- 『人との距離が一瞬で縮まる45のメッセージ』（大和出版）
- 『オモシロイ会話が続く 笑いのトレーニング ワラトレ』（中経出版）
- 『笑いの凄ワザ』（大和出版）
- 『一瞬で相手の心をツカむ！笑いのスキルで仕事は必ずうまくいく』(小学館)
- 『話が面白い人 オモロない人「笑い」は大人の上質な気遣い』（王様文庫）

## メディア出演

### テレビ
- NHK「めざせ!会社の星」 ※講師として出演（2012年ベスト企画に選出）
- NHK「Rの法則」 ※「毒舌の達人」講師として出演（2016年8月）
- 日本テレビ「スッキリ」
- TBS「有吉AKB共和国」
- TOKYO MX「新世紀ネタキング決定戦!」

### ラジオ
- JWAVE「STEP ONE」
- プレジデント社「PRESIDENT」「仕事に役立つ笑いの技術」「有名企業の新人研修」